# Picaflors de Buru
El picaflors de Buru (Dicaeum erythrothorax) és un ocell de la família dels diceids (Dicaeidae).

## Hàbitat i distribució
Habita els boscos de les terres baixes de les illes Moluques, a Buru.